# Astrosphaeriella papuana
Astrosphaeriella papuana är en svampart som beskrevs av Aptroot 1995. Astrosphaeriella papuana ingår i släktet Astrosphaeriella och familjen Melanommataceae.   Inga underarter finns listade i Catalogue of Life.